# Kazune Kawahara
Kazune Kawahara (河原和音?, Kawahara Kazune; Takikawa, 11 marzo 1972) è una fumettista giapponese.
Ha debuttato nel 1991 con la storia breve "Kare no ichiban sukina hito" sulla rivista Bessatsu Margaret. Tutte le sue opere sono state pubblicate da Shūeisha. 
Una delle sue opere più importanti è Sensei! (先生!?, Professore!), raccolta in 20 tankōbon, serializzata dal 1995 al 2003.  
In Italia sono state pubblicate la serie "High School Debut", e "My Love Story!!" di cui è autrice insieme ad Aruko, che ne ha curato i disegni. Entrambe le opere sono state raccolte in 13 volumi e pubblicate da Star Comics. 

## Opere pubblicate in volume
- Shiawase no kanzume (幸せのかんづめ), 1993: raccolta di storie brevi;
- Tensei (天晴), 1993: raccolta di storie brevi;
- Kimi ga suki da kara!! (君が好きだから!!), 1994: volume unico;
- Muteki no Love Power (無敵のLOVE POWER), 1995: raccolta di storie brevi;
- Nakitaku nattara oshiete ne (泣きたくなったら教えてね), 1995: raccolta di storie brevi;
- Shugaku ryoko (修学旅行), 1996: raccolta di storie brevi;
- 500 Mile (500マイル), 1996: volume unico;
- Sensei! (先生!), 1996-2003: 20 volumi.
- Platinum snow (プラチナ・スノウ), 2000: raccolta di storie brevi;
- Ai no tame ni (愛のために), 2002: raccolta di storie brevi;
- High School Debut (高校デビュー), pubblicato a partire dal 2003;
- Aozora Yell (青空エール), 2008-2015: 19 volumi;
- Tomodachi no hanashi (友だちの話), 2009-2010: volume unico, disegni di Aiji Yamakawa;
- My Love Story!! (俺物語!!, Ore Monogatari!!), 2011-2016: 13 volumi, disegni di Aruko;
- Suteki na kareshi (素敵な彼氏), 2016-2020: 14 volumi.